# Muirhead-Ungleichung
Die Muirhead-Ungleichung ist eine Verallgemeinerung der Ungleichung vom arithmetischen und geometrischen Mittel.

## Zwei Definitionen

### Das „a-Mittel“
Für einen gegebenen reellen Vektor
{\displaystyle a=(a_{1},\dots ,a_{n})}
wird der Ausdruck
{\displaystyle [a]={1 \over n!}\sum _{\sigma }x_{\sigma _{1}}^{a_{1}}\cdots x_{\sigma _{n}}^{a_{n}},}
wobei über alle Permutationen σ von { 1, …, n } summiert wird,
als „a-Mittel“ [a] der nichtnegativen reellen Zahlen x1, …, xn bezeichnet.
Für den Fall a = (1, 0, …, 0), ergibt das genau das arithmetische Mittel der Zahlen x1, …, xn; für den Fall a = (1/n, …, 1/n) ergibt sich genau das geometrische Mittel.

### Doppelt stochastische Matrizen
Eine n × n Matrix P wird doppelt stochastisch genannt, wenn sie aus nichtnegativen Zahlen besteht und sowohl die Summe jeder Zeile als auch die Summe jeder Spalte gleich eins sind.

## Die Muirhead-Ungleichung
Die Muirhead-Ungleichung besagt nun, dass [a] ≤ [b] für alle xi ≥ 0 genau dann, wenn eine doppelt stochastische Matrix P existiert, für die a = Pb gilt.
Ein Beweis der Muirhead-Ungleichung findet sich beispielsweise in 